# Topla, Črna na Koroškem
Topla je naselje v Občini Črna na Koroškem.